# 785 Zwetana

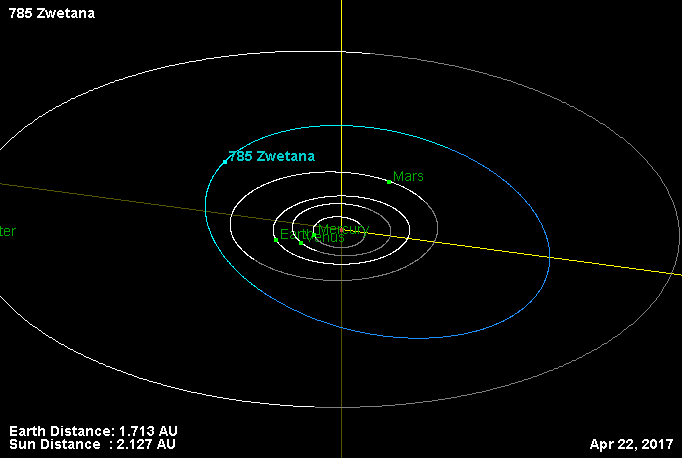
Órbita de 785 Zwetana.

Zwetana (asteroide 785) é um asteroide da cintura principal com um diâmetro de 48,54 quilómetros, a 2,0281681 UA. Possui uma excentricidade de 0,2105935 e um período orbital de 1 504,17 dias (4,12 anos).
Zwetana tem uma velocidade orbital média de 18,58194196 km/s e uma inclinação de 12,73156º.
Esse asteroide foi descoberto em 30 de Março de 1914 por Adam Massinger.